# Династија Калакауа
Династија Калакауа или кућа Калакауа била је владајућа породица Краљевине Хаваја између раздобља када је на престо ступио краљ Калакауа 1874. године и свргавања краљице Лилиуокалани 1893. године. Лилиуокалани је умрла 1917, а наследници су остали само рођаци. Породица Калакауа је потекла од поглавице на острвима Хаваји и Кауаи, а на престо је дошла када су мушки потомци династије Камехамеха изумрли.

## Порекло династије
Династију је основао Калакауа, али је укључивао његову браћу и сестре који су били деца поглавице Анале Кеохокалоле и поглавице Калуаику Капаке. Преко Капакеине баке по оцу, Алапаивахине, био је пра праунук поглавара Кеавеʻикекахиалиʻиокамоку, прадеда (преко другог сина) Камехамеха I. Преко Капакеиног деде по оцу, Кепо Окалани (који је такође био потомак Аналеиног деде од оца) Близанци Камеиамоку. Аналеа је била пра праунука поглавице Кеавеʻикекахиалиʻиокамоку са мајчине стране своје Камаʻеокалани, а са очеве стране свог Аиканака. Отац и мајка потицали су од врховног поглавице Хаʻае-а-Махи, оца Кекуʻиʻапове (мајке Камехамехе). Са очеве стране такође потиче од Кеаве-а-Хеулу-а. Многи од њихових предака били су рођаци краља Камехамеха I.

## Пад династије
Свргавањем краљице Лилиуокалани 1893. године, династија Калакауа престала је да влада, а смрт принцезе Викторије Каиулани 1899. године значила је губитак последњег директног наследника браће и сестара владајућих монарха из династије Калакауа. Главна породична линија династије завршена је када је свргнута краљица Лилиуокалани (која је абдицирала и одрекла се круне). Њени рођаци су постали познати као династија Кавананакое, огранак династије Калакауа, с обзиром на то да су краљеви рођаци умрли 1908. Династија Кавананакоа је преживела до модерних времена и најмање двоје њених чланова имало је право на престо у случају да Хавајска монархија буде оживљена.